# Роберсон, Джон
Джон Роберсон (англ. John Roberson; род. 28 октября 1988, Канзас-Сити, штат Канзас, США) — американский и боснийский профессиональный баскетболист, играющий на позиции разыгрывающего защитника.

## Карьера
Свою карьеру в Европе Роберсон начал в 2011 году в чемпионате Словении. В 2012 году перебрался в шведское первенство, где провёл 3 сезона. Ещё 3 года Роберсон выступал в чемпионата Франции - 2 года в «Элан Шалон» и 1 год в АСВЕЛ.
26 декабря 2017 года Роберсон установил новый рекорд Еврокубка по реализованным 3-очковым броскам за матч. В игре с «Гран-Канарией» (129:128 3ОТ) за 42 минуты Джон забил 11 из 16 дальних бросков. Так же Роберсон был признан MVP 10-го тура регулярного чемпионата Еврокубка.
В июле 2018 перешёл в «Енисей».
Сезон 2019/2020 Роберсон начинал в «Саут-Ист Мельбурн Финикс», набирая в среднем 20,7 очка и 5,5 передачи за матч. В феврале 2020 года перешёл в «Галатасарай».
В июле 2020 года Роберсон стал игроком «Эстудиантеса». В 31 матче чемпионата Испании Джастин набирал 11,2 очка и 3,0 передачи в среднем за игру.
В августе 2021 года Роберсон продолжил карьеру в «Страсбуре».

## Достижения
- Чемпион Франции: 2016/2017
- Чемпион Швеции (3): 2012/2013, 2013/2014, 2014/2015